# Waragi

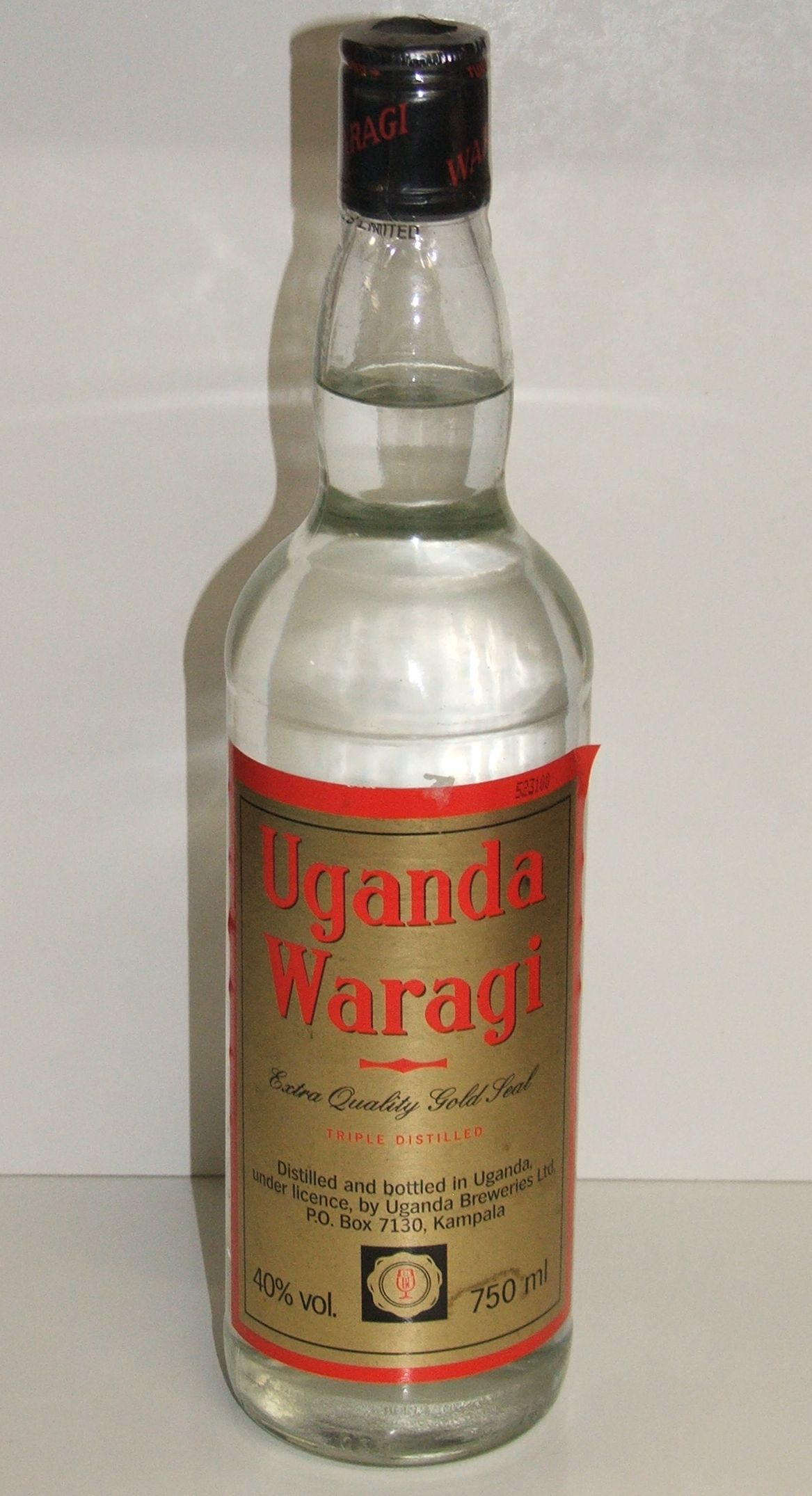
En butelj Waragi

Waragi är en spritdryck, vanlig i Uganda. Den är ofta destillerad av sockerrör och/eller banan.